# باشگاه بسکتبال جهش ترابر قم
باشگاه بسکتبال جهش ترابر قم نام یکی از باشگاه‌های حرفه‌ای بسکتبال در ایران می‌باشد. و در لیگ برتر ایران حضور دارد.